# Leon Rubinsztein

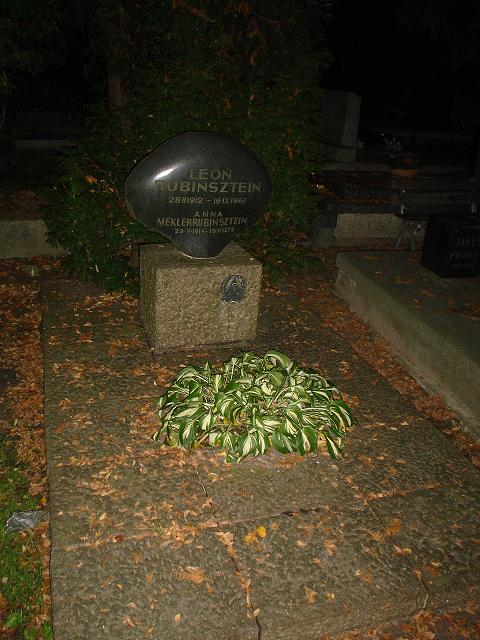
Grób Leona Rubinszteina na warszawskim cmentarzu Wojskowym na Powązkach

Leon Rubinsztein również: Rubinsztajn (ur. 28 lutego 1912 w Tomaszowie Mazowieckim, zm. 16 września 1961 w Warszawie) – polski działacz państwowy żydowskiego pochodzenia, wiceminister różnych resortów (1955–1961), funkcjonariusz aparatu bezpieczeństwa Polski Ludowej.

## Życiorys
Syn Mojżesza i Felicji. Był pułkownikiem Ludowego Wojska Polskiego, dowódcą kompanii im. Naftalego Botwina w czasie wojny domowej w Hiszpanii, zastępcą dowódcy batalionu szturmowego, dyrektorem Departamentu II MBP w latach 1951–1955, pełniącym obowiązki dyrektora Departamentu II w latach 1945–1947. Członek Komunistycznej Partii Polski, Polskiej Partii Robotniczej i Polskiej Zjednoczonej Partii Robotniczej.
W 1955 odszedł z resortu bezpieczeństwa obejmując stanowisko podsekretarza stanu w resorcie motoryzacji (1955–1956), następnie przemysłu maszynowego (1956–1957) i przemysłu ciężkiego (1957–1961).
Żonaty z Anną Mekler-Rubinsztein (1914–1979). Pochowany 19 września 1961 na cmentarzu Powązki Wojskowe w Warszawie (kwatera A25-tuje-14). W imieniu ówczesnych władz w pogrzebie uczestniczyli m.in. członek Biura Politycznego KC PZPR Stefan Jędrychowski, wicepremier Eugeniusz Szyr, kierownik Wydziału Ekonomicznego KC PZPR Józef Olszewski oraz minister przemysłu ciężkiego Franciszek Waniołka.

## Ordery i odznaczenia
- Order Sztandaru Pracy I klasy
- Order Sztandaru Pracy II klasy
- Krzyż Srebrny Orderu Wojennego Order Virtuti Militari
- Order Krzyża Grunwaldu III klasy
- Krzyż Oficerski Orderu Odrodzenia Polski (24 maja 1946)[4]
- Medal 10-lecia Polski Ludowej (1955)